# Трентон (Північна Кароліна)
Трентон (англ. Trenton) — місто (англ. town) в США, в окрузі Джонс штату Північна Кароліна. Населення — 238 осіб (2020).

## Географія
Трентон розташований за координатами 35°3′50″ пн. ш. 77°21′22″ зх. д. / 35.06389° пн. ш. 77.35611° зх. д. (35.063810, -77.356165).  За даними Бюро перепису населення США в 2010 році місто мало площу 0,56 км², з яких 0,56 км² — суходіл та 0,00 км² — водойми. В 2017 році площа становила 0,59 км², з яких 0,59 км² — суходіл та 0,00 км² — водойми.

## Демографія
Згідно з переписом 2010 року, у місті мешкало 287 осіб у 111 домогосподарстві у складі 72 родин. Густота населення становила 510 осіб/км².  Було 137 помешкань (243/км²).
Расовий склад населення:
| - 51,9 % — білих - 36,6 % — чорних або афроамериканців - 1,0 % — корінних американців - 4,5 % — осіб інших рас |

До двох чи більше рас належало 5,9 %. Частка іспаномовних становила 7,0 % від усіх жителів.
За віковим діапазоном населення розподілялося таким чином: 21,6 % — особи молодші 18 років, 57,1 % — особи у віці 18—64 років, 21,3 % — особи у віці 65 років та старші. Медіана віку мешканця становила 44,4 року. На 100 осіб жіночої статі у місті припадало 115,8 чоловіків;  на 100 жінок у віці від 18 років та старших — 114,3 чоловіків також старших 18 років.
Середній дохід на одне домашнє господарство  становив 40 744 долари США (медіана — 35 568), а середній дохід на одну сім'ю — 45 490 доларів (медіана — 35 750). Медіана доходів становила 30 938 доларів для чоловіків та 26 042 долари для жінок. За межею бідності перебувало 41,5 % осіб, у тому числі 68,3 % дітей у віці до 18 років та 13,0 % осіб у віці 65 років та старших.
Цивільне працевлаштоване населення становило 118 осіб. Основні галузі зайнятості: роздрібна торгівля — 24,6 %, освіта, охорона здоров'я та соціальна допомога — 18,6 %, науковці, спеціалісти, менеджери — 14,4 %, виробництво — 12,7 %.